# Cultus van het opperwezen

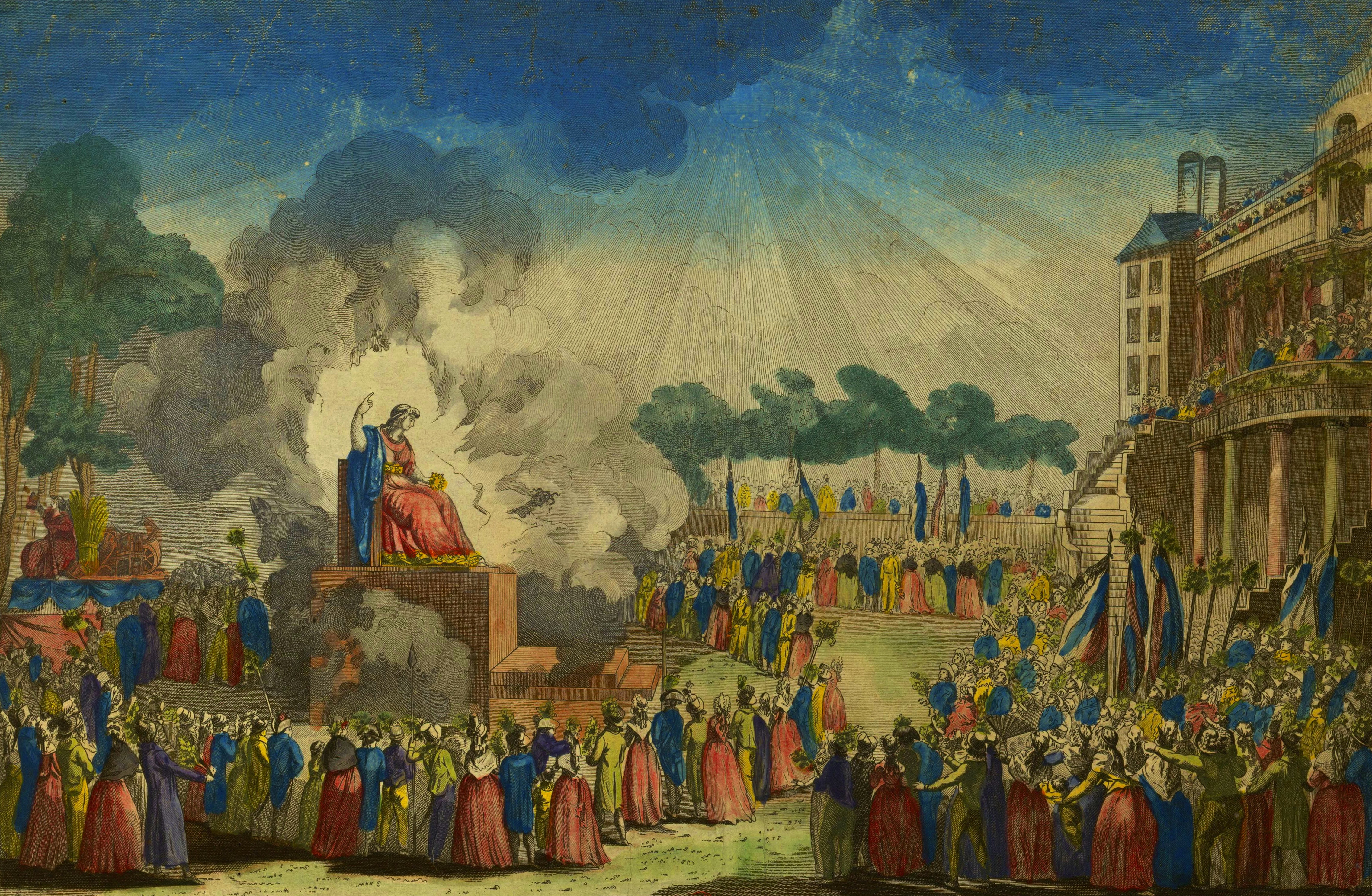
Fête de l'Être Suprême, een schilderij uit 1794, onderdeel van de collectie van het Musée Carnavalet in Parijs

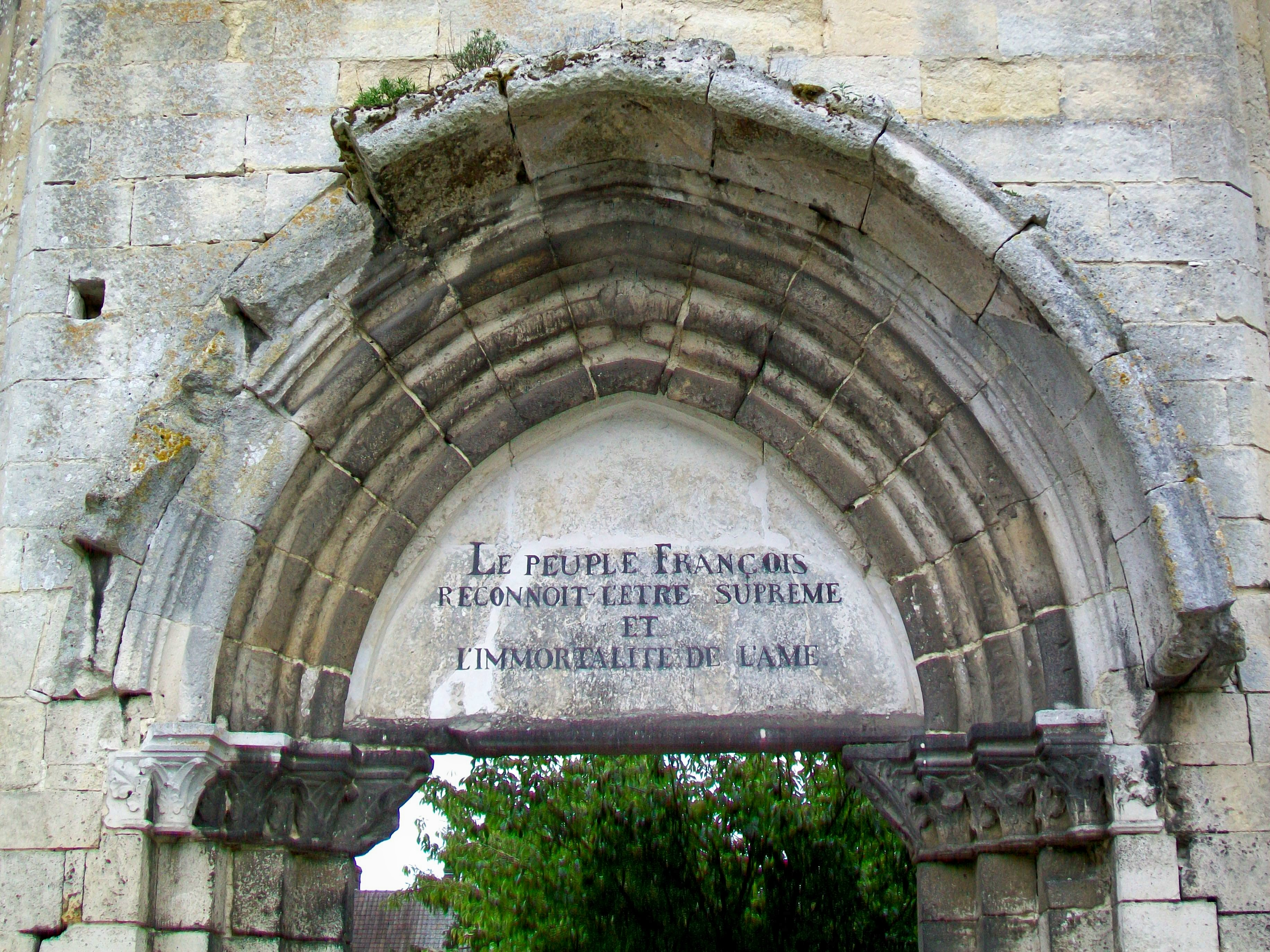
Inscriptie herinnerend aan de cultus van het opperwezen boven het portaal van de ruïne van de collegiale kerk Saint-Thomas in Crépy-en-Valois in de Oise.

De Cultus van het Opperwezen was een vorm van deïsme dat gedurende het bewind in Frankrijk van Maximilien de Robespierre gedurende de Franse Revolutie. Het werd de staatsgodsdienst gedurende de alleenheerschappij van Robespierre.

## Religieuze leerstellingen
Robespierre geloofde dat de rede, met de cultus van de Rede, niet voldoende was om mensen deugdelijk te maken. Een nieuw soort godsdienst dat rationele draagvlakken had, moest het christendom vervangen.
Overeenkomstig met het christendom had de cultus het geloof in een transcendente god en de onsterfelijkheid van het menselijke ziel. Tegensprekende kenmerken zijn o.a. de overtuiging dat die transcendente god na het scheppen van de aarde, de dieren en de mens, zich nimmer met het leven op aarde bemoeit. Verder zijn de deugden van deze godsdienst trouw aan je vaderland en de democratie.

## Verzet en executie
De nieuwe godsdienst van Robespierre leidde tot groot verzet van de vele voorstanders van het algemeen opleggende atheïsme in het land. En dit leidde tot de executie van Jacques-René Hébert en Anacharsis Cloots. Het invoeren van de Cultus van het Opperwezen leidde tot de ondergang van Robespierre en de invoering van de Thermidoriaanse Reactie. 